# グローリーロード
『グローリーロード』は、原作：中西達郎、作画：柊奏良による日本の漫画作品。マッグガーデン『月刊コミックブレイド』にて、2010年7月号から2011年4月号まで連載した。全2巻。

## あらすじ
魔界の次期英帝を決定する戦い“グローリーロード”参加者の戦闘を描くバトルファンタジー。人型戦闘兵器が封印されたカードを使用し戦いを勝ち抜いていく主人公たちの姿を描く。

## 登場人物

### 主要人物
フィリア・ディスティライト
本作の主人公。英帝である祖父がツミに殺された事がきっかけで、グローリーロードに参加した黄金の塔の主。ツミを祖父の仇と信じ、ツミと衝突したが、ツミとの和解後、バツに殺害されてしまうが、後に蘇生しグローリーロードが終了した後に英帝となった。
神器「全能（ユピテル）の霊冠」
ディスティライト家の神器である冠。冠から授けられるスキルは全能で、霊冠に登録されたすべてのプレイヤーとアルカナイトのスキルを使用できる。

ツミ・ナイトブレイド
ツミ編の主人公。赤銅の塔の悪魔と呼ばれた男で、グローリーロードの参加者。悪魔と人間のハーフであるが故に、周りの人間からは嫌われていた。英帝カルマ・ディスティライトとの出会いで人生が変わったと思われたが、そのカルマを自分自身の手で殺してしまい、投獄されてしまう。しかし、ある事が理由で、グローリーロードに身を投じる事となる。幾度となくフィリアとバツに衝突するが、最終決戦にてバツに勝利するが、その直後消息を絶つ。
神器「錬醒（ウルカヌス）の炉剣」
ナイトブレイド家の神器である剣。剣から授けられるスキルは昇華で、剣を貫いたアルカナイトを上位職に昇華させる。作中では聖騎士を守護騎士（しゅごきし）に、聖王は聖神（バルドロード）にクラスチェンジさせた。なお、クラスチェンジさせたアルカナイトのカードに＋のマークが付く。

バツ・ジャッジスター
フィリアと共に行動をしている、象牙の塔の主で、グローリーロードの参加者。魔界の最高裁判所の裁判長を務めており、赤銅の塔の事件がきっかけで、豹変してしまう。実は、ツミの一族を皆殺しにし、ツミをグローリーロードに参加させた張本人である。正体は、カルマによって作られた人造人間で、遺伝子情報の中に欠陥があったため、1年しか生きられないことを知った。ツミを憎みつつも救済しようと模索するが、ツミとの最終決戦にて死亡。散り際にツミに謝罪と感謝の言葉を伝えた。
神器「合一（ウェスタ）の壺」
ジャッジスター家の神器である壺。壺から授けられるスキルは合成で、壺に取り込んだ2体のアルカナイトを新たなアルカナイトに再構築される。

### グローリーロード関係者
カルマ・ディスティライト
英帝で、フィリアの祖父。ツミの人生を変えたが、そのツミに暗殺されてしまった。
ジャスティス・ヴィクトレイク
グローリーロードの参加者の1人である黒炭の塔の主。吸血鬼の血を受け継いでおり、致死傷を受けてもすぐに再生する特異体質。また、魔王軍の最高位である大元帥の地位にあり、剣術を得意としている。
カロカガティアと共にバツを襲撃しようとしたが、逆に返り討ちにされ首と胴体が真っ二つになるほどの重体を負う。その後、ダークが召喚した木こりのアルカナイトのスキルで崩壊した会場と運命を共にする形で死亡する。
神器「同架（アプロディティ）の指輪」
ヴィクトレイク家の神器である指輪。指輪から授けられるスキルは同化で、一定時間アルカナイトと同化することができる。

カロカガティア・ミッシングストーン
グローリーロードの参加者の1人である真鍮の塔の主。魔導師の育成機関である魔導学院の院長を務める魔界最高位のレベルを誇る魔導師である。
ジャスティスと共にバツを襲撃しようとしたが、逆に返り討ちにされ死亡。
神器「鑑識（ユノ）の奸眼」
ミッシングストーン家の神器である魔レンズ。魔レンズから授けられるスキルは鑑識で、全アルカナイト、プレイヤーに関する情報を得ることができる。

イサム・バーナック
グローリーロードの参加者の1人である鋼鉄の塔の主。地下格闘技会のヘビー級のチャンピオンでもある。
ジャスティスとカロカガティアの仇を取るため、エスと共にバツを襲撃するも、逆に返り討ちにされ死亡。
神器「強化（マルス）の栄甲」
バーナック家の神器である装甲。装甲から授けられるスキルは強化で、装甲を用いて、アルカナイトのスキルを強化することができる。

エス・マイトライト
グローリーロードの参加者の1人である砂の塔の主。魔界統合ゲームのチャンピオンでもある。
ジャスティスとカロカガティアの仇を取るため、イサムと共にバツを襲撃するも、逆に返り討ちにされ死亡。
神器「爵耀（メリクリウス）の腕輪」
メイトライト家の神器である腕輪。腕輪から授けられるスキルは借用で、自分と他人のプレイヤーのアルカナイトを一定時間入れ替えることができる。

ダーク・エンドガン
グローリーロードの参加者の1人。魔界地下マフィア「エンドガンファミリー」のボス。
長期に渡りバツと衝突してきたが、2度目の対決にて消息不明となる。実は、普通の人間でツミの父親である。
神器「望郷（ミネルウァ）の宝玉」
エンドガン家の神器である宝玉。宝玉から授けられるスキルは忠臣で、宝玉を与えられたアルカナイトが敗北しても、プレイヤーの手元に残ることができる。

ビズ・シャイロード
グローリーロードの参加者の1人。魔界の法務大臣で、前回のグローリーロードの参加者。カルマに負けたこで、笑いものにされ、名誉挽回のため、グローリーロードに参加した。
会場にて、バツに致命傷を負ってしまい、ダークに命乞いするが、逆に見限られてしまい、ダークの銃弾により散る。
神器「魂換（アポロ）の符」
シャイロード家の神器である符。紙から授けられるスキルは交換で、所有するアルカナイトのスキル、ステータスを入れ替えることができる。

トグマ・ユディア
グローリーロードの参加者の1人。魔界聖教会の司祭を務める。正体は人間側のレジスタンス一味のメンバーでサトリを殺した張本人。
最終回終了後、ツミと同盟をくみ、Kのカードを3枚手に入れ、同盟を組んだツミを裏切り、カルマの遺産を手に入れ、全住民を滅ぼそうとしたが、ツミとバツの呉越同舟に遭い敗北し死亡する。
神器「裂活（ディアナ）の杖」
ユディア家の神器である杖。杖から授けられるスキルは分割で、複数のスキルを持つアルカナイトから、その一つずつのスキルを持つ複数のアルカナイトを生み出すことができる。

ソピア・ブックポーズ
グローリーロードの参加者の1人である硝子の塔の主。ヴェルポーズの館を管理する考古学者で、黄金の塔の事件に巻き込まれ、視力と足を失う。バツがフィリアに託した時空魔導師のアルカナイトを手に入れ、フィリアと共に過去へ飛ぶが、フィリアに黄金の塔の事件の真相を見届けた後、彼女を未来へ戻し、自身は事件に巻き込まれ散った。
神器「魂縛（ネプトゥーヌス）の書」
ブックポーズ家の神器である魔導書。魔導書から授けられるスキルは複製で、魔導書に登録されたアルカナイトのレプリカを一定時間召喚し使役することができる。

サトリ
グローリーロードの参加者の1人。ハイエルフという高位な魔族であり、高い魔導力といくつかの特殊能力を持つ。顔に横一本の古傷がある。
ダークによる会場の崩壊騒ぎに乗じて逃亡しようとしたが、何者かによって殺害された。
プレイヤースキルは蘇生で、手持ちの死亡判定のアルカナイトを瞬時に復活することができる。ケレスの名を冠した神器を所有している。

アイオーン・コードシーズ
グローリーロードの参加者の1人で、ピエロの格好をした人物。正体はカルマの前任の英帝アイオス・コードシーズが不死を得て千年生きた存在。最終回でツミと戦い破れ、不死の力が消失する形で息絶えている。
同じナンバーのアルカナイトを入れ替える事が出来る切り札のスキルと、バッカスの名を冠した神器を所有しているが能力そのものは不明。

## 用語

### 神器
グローリーロードの参加者達が持つ各々の秘宝で、プレイヤースキルを最大限に発揮できる。すべての神器にオリンポス十二神の名を冠している。
| 神器名     | 所有者                             | 由来となった十二神           |
| ---------- | ---------------------------------- | ---------------------------- |
| 全能の霊冠 | フィリア・ディスティライト         | ゼウス（ユピテル）           |
| 錬醒の炉剣 | ツミ・ナイトブレイド               | ヘパイストス（ウルカヌス）   |
| 合一の壺   | バツ・ジャッジスター               | ヘスティア（ウェスタ）       |
| 同架の指輪 | ジャスティス・ヴィクトレイク       | アプロディティ（ヴェヌス）   |
| 鑑識の奸眼 | カロカガティア・ミッシングストーン | ヘーラー（ユノ）             |
| 強化の栄甲 | イサム・バーナック                 | アレス（マルス）             |
| 爵耀の腕輪 | エス・マイトライト                 | ヘルメス（メルクリウス）     |
| 望郷の宝玉 | ダーク・エンドガン                 | アテナ（ミネルウァ）         |
| 魂換の符   | ビズ・シャイロード                 | アポロン（アポロ）           |
| 裂活の杖   | トグマ・ユディア                   | アルテミス（ディアナ）       |
| 魂縛の書   | ソピア・ブックポーズ               | ポセイドン（ネプトゥーヌス） |
| 不明       | サトリ                             | デメテル（ケレス）           |
| 不明       | アイオーン・コードシーズ           | ディオニュソス（バッカス）   |

### グローリーアルカード
グローリーロードの参加者が使用するカードで、アルカナイトが封印されている。戦闘時にアルカナイトを召喚して戦う。
| ナンバー | スペード（♠）              | クラブ（♣）                            | ハート（♥）                | ダイヤ（♦）                    |
| -------- | -------------------------- | -------------------------------------- | -------------------------- | ------------------------------ |
| A        | 封神剣士（ほうしんけんし） | ニンジャマスター                       | 拳神（ゴッドハンド）       | 星銃士（せいじゅうし）         |
| 2        | 死霊使い（ネクロマンサー） | 預言者（よげんしゃ）                   | 吟遊詩人（ぎんゆうしじん） | 鉄人（ロボット）               |
| 3        | 軍師（ぐんし）             | 鍛冶師（かじし）                       | 探偵（たんてい）           | 幻光術師（げんこうじゅつし）   |
| 4        | 怪盗（かいとう）           | 魔犬（まけん）                         | 僧侶（クレリック）         | 木こり（きこり）               |
| 5        | 騎士（ナイト）             | 幽騎士（ゴーストナイト）               | 翼騎士（バードナイト）     | 牛使い（カウボーイ）           |
| 6        | 竜使い（ドラゴンライダー） | 忍者（にんじゃ）                       | 銃使い（ガンマン）         | 時空魔道師（じくうまじゅつし） |
| 7        | 魔導師（ウィザード）       | 羅刹剣客（らせつけんかく）             | 拳闘士（けんとうし）       | 魔法剣士（まほうけんし）       |
| 8        | ジェネラル                 | 暗黒魔道師（あんこくまどうし）         | 獣騎士（ビーストナイト）   | 鉄巨人（てつきょじん）         |
| 9        | 大魔道師（ワイズマン）     | 暗黒騎士（ダークナイト）               | 聖騎士（バラディン）       | セイジ                         |
| 10       | 月弓騎士（げっきゅうきし） | 陰陽術師（おんみょうじゅつし）         | 太陽馬車（たいようばしゃ） | 轟騎士（グレートナイト）       |
| J        | 未来戦士（ターミネーター） | 魔人（まじん）                         | 勇者（ゆうしゃ）           | 神竜騎士（しんりゅうきし）     |
| Q        | フォースマスター           | 怨霊集合体（おんりょうしゅうごうたい） | 仙人（せんにん）           | 創世者（そうせいしゃ）         |
| K        | 機械王（マシンロード）     | 冥王（ダークロード）                   | 聖王（ホーリーロード）     | 闘王（バトルロード）           |